# Monos Rugby Club
Monos Rugby Club, apodado los Monos, es un club de rugby con sede en la ciudad de Guayaquil, en Ecuador. Se fundó el 13 de noviembre de 2003; siendo uno de los pioneros en el Rugby del Ecuador.

## Historia
En Guayaquil este grupo de extranjeros les enseñaron a unos habitantes como jugar al rugby y luego de algunos meses de práctica decidieron fundar un equipo el cual marcaría historia a nivel nacional por ser los pioneros del Rugby en el país, este club era Monos Rugby Club de esta manera se convierte en el pionero del deporte en el país. Fundado en el 2003 es uno de los clubes del país que más resonancia tiene. Es distinguido por los demás por su singular forma de jugar contra sus rivales, sus terceros tiempos y su amistad, que es como una hermandad entre ellos.
También se puede destacar de este gran grupo la facilidad que le dan a los novatos para poder ser parte de esta gran familia, el único requisito según el vicepresidente, Daniel Rodríguez, es poner ”huevos”; porque para jugar rugby se necesita coraje, confianza y habilidad, pero para ser parte de Monos RC se necesitan valentía y respeto.
Este club ha sido digno de ser proclamado uno de los mejores a nivel nacional, ya que aunque en su mayoría son ecuatoriano, ha sido de los pocos equipos que tienen más premios a nivel nacional y a pesar de los cambios muy continuos en su directiva han sabido conllevar los problemas puertas a dentro y no en la cancha.

## Rivalidades
Nuestro más grande rival es el equipo de Yaguares, de la Universidad Casa Grande que es manejado por sus alumnos y alguno que otro extranjero. Este es y será el rival eterno, fuera y dentro de la cancha del rugby ecuatoriano.

## Uniforme
- Uniforme titular: Camiseta celeste con rayas horizontales blancas y algo de negro, pantalón azul.